# احظروهم 2024
احظروهم 2024 (منمنمة باسم #Blockout2024)، هي حملة عبر الإنترنت لحظر حسابات وسائل التواصل الاجتماعي للمشاهير والمنظمات، المتعلقة بصمتهم و/أو دعمهم لإسرائيل في الحرب الفلسطينية الإسرائيلية 2023.

## مقدمة
بدأت حملة احظروهم بمنشورات على تيك توك بعد حفل ميت غالا في 6 مايو 2024. عندما وصفتها الكاتبة نيكول راسل في يو إس إيه توداي، بأنها "تمثيلية صماء من التبذير والنفاق". وقالت هالي خليل بمنشور لها والذي حظي بمتابعة واهتمام كبير "دعهم يأكلون الكعكة" بأسلوب ماري أنطوانيت. وبعد احتجاجات حرب الحرم الجامعي الأخيرة، وهجوم رفح، والمتظاهرين خارج متحف ميتروبوليتان، أصبح التناقض موضوعًا للمشاركات والنشاطات عبر الإنترنت. وكان إطلاق أغنية "قاعة هند" لماكليمور في نفس يوم حفل ميت غالا عملاً ملحوظًا.

## الحسابات المستهدفة
ومن بين المشاهير المستهدفين في الحملة هم: غال غادوت، سيلينا غوميز، دريك، جاستن بيبر، هيلي بالدوين، بيونسيه، كاردي بي، نيكي ميناج، زيندايا، كيم كارداشيان، هاري ستايلز، جوجو سيوا، ألين دي جينيريس، كيفن هارت، دوين جونسون، شاكيرا، كايلي جينر وتايلور سويفت.
أنشأت حسابات مختلفة مخصصة للحملة على منصات التواصل الاجتماعي مثل تيك توك وإنستغرام، والتي تجمع قوائم المشاهير وتربط حساباتهم ليقوم النشطاء بحظرها. ونشر بعض هؤلاء المشاهير مقاطع فيديو تشجع على التبرع لدعم غزة وجهود الإغاثة، خوفاً من حظر المستخدمين حساباتهم مثل المغنية ليزو وكريس أولسن. كما أدت الحملة إلى ظهور قوائم خاصة بكل بلد.